# Marius Mihălăchioiu
Marius Mihălăchioiu (n. 2 august 1955) este un fost deputat român în legislatura 1990-1992, ales în județul Dâmbovița pe listele partidului FSN. Marius Mihălăchioiu a demisionat din Parlament pe data de 21 aprilie 1952 și a fost înlocuit de deputatul Dumitru Badea. În cadrul activității sale parlamentare, Marius  Mihălăchioiu a fost membru în grupurile parlamentare de prietenie cu Republica Elenă, Republica Argentina și Republica Islamică Iran.